# Hiéroglyphe égyptien O32
Pour les articles homonymes, voir Porte.
La porte, en hiéroglyphes égyptiens, est classifiée dans la section O « Bâtiments, parties de bâtiments etc. » de la liste de Gardiner ; cet hiéroglyphe y est noté O32.

## Représentation
Il représente une porte en pierre. Il est translittéré sbȝ.

## Utilisation
| O32 | / | s | N14 | b | O32 |

| O32 | / | s | N14 | b | O32 |

C'est un déterminatif du champ lexical des portes.

## Exemples de mots
| s | b | x · t | O32 | pr |

| s | b | x · t | O32 | pr |

| r | w&t | O32 |

| r | w&t | O32 |

| a · r · r | w | t | O32 |

| a · r · r | w | t | O32 |